# Bolitoglossa mulleri
Espèce
Synonymes
- Spelerpes mulleri Brocchi, 1883
- Spelerpes copei Brocchi, 1883

Statut de conservation UICN

 VU B1ab(iii) : Vulnérable
Bolitoglossa mulleri est une espèce d'urodèles de la famille des Plethodontidae.

## Répartition
Cette espèce se rencontre entre 140 et 1 550 m d'altitude :
- au Guatemala dans les zones d'altitude des départements d'Alta Verapaz et de Huehuetenango ;
- au Mexique dans l'est de l'État de Chiapas vers Ocosingo.

## Taxinomie
Spelerpes copei a été placée en synonymie avec Bolitoglossa mulleri par Dunn en 1926.

## Publication originale
- Brocchi, 1883 : Mission Scientifique au Mexique et dans l'Amérique Centrale, troisième Partie, deuxième Section, Étude sur les Batraciens, livraison 3.